# Chevrolet Kadett

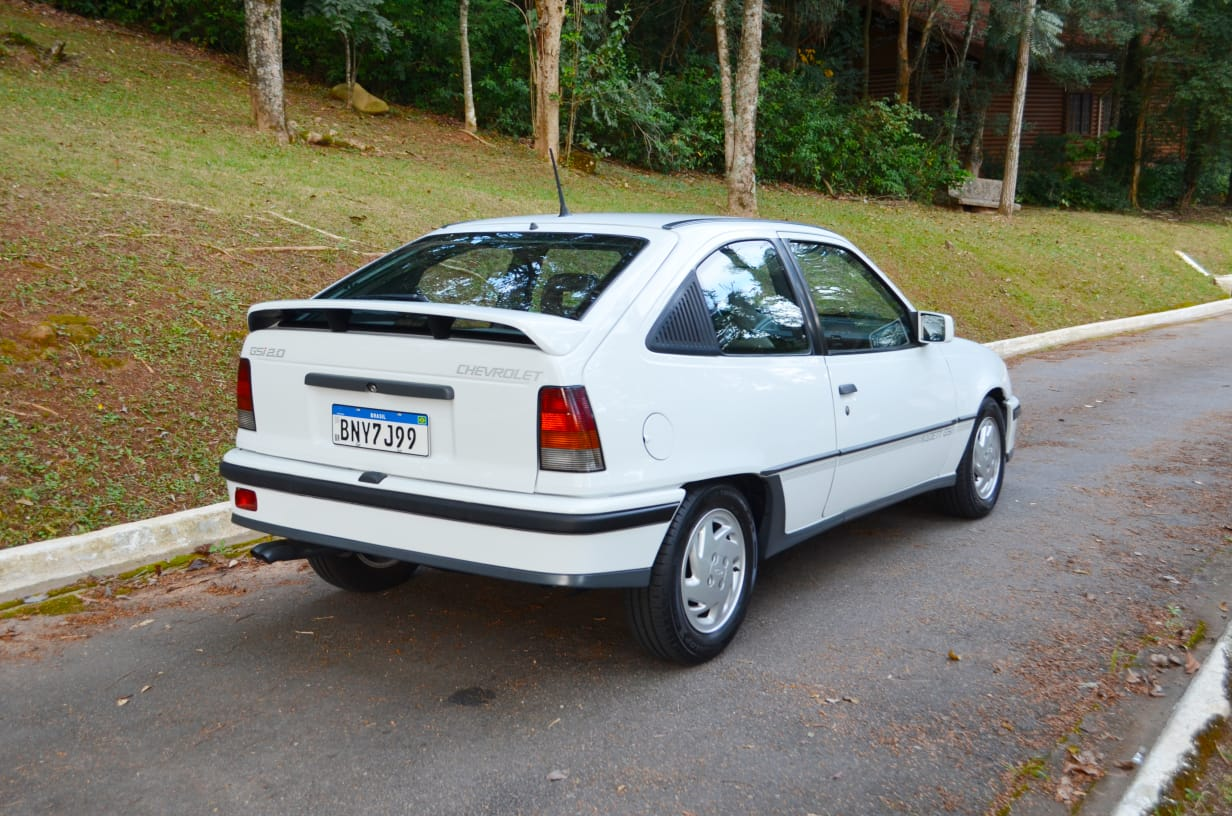
Chevrolet Kadett GSi

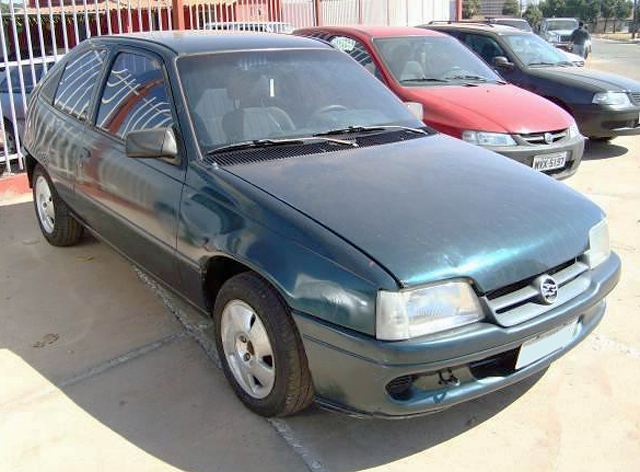
Chevrolet Kadett GL

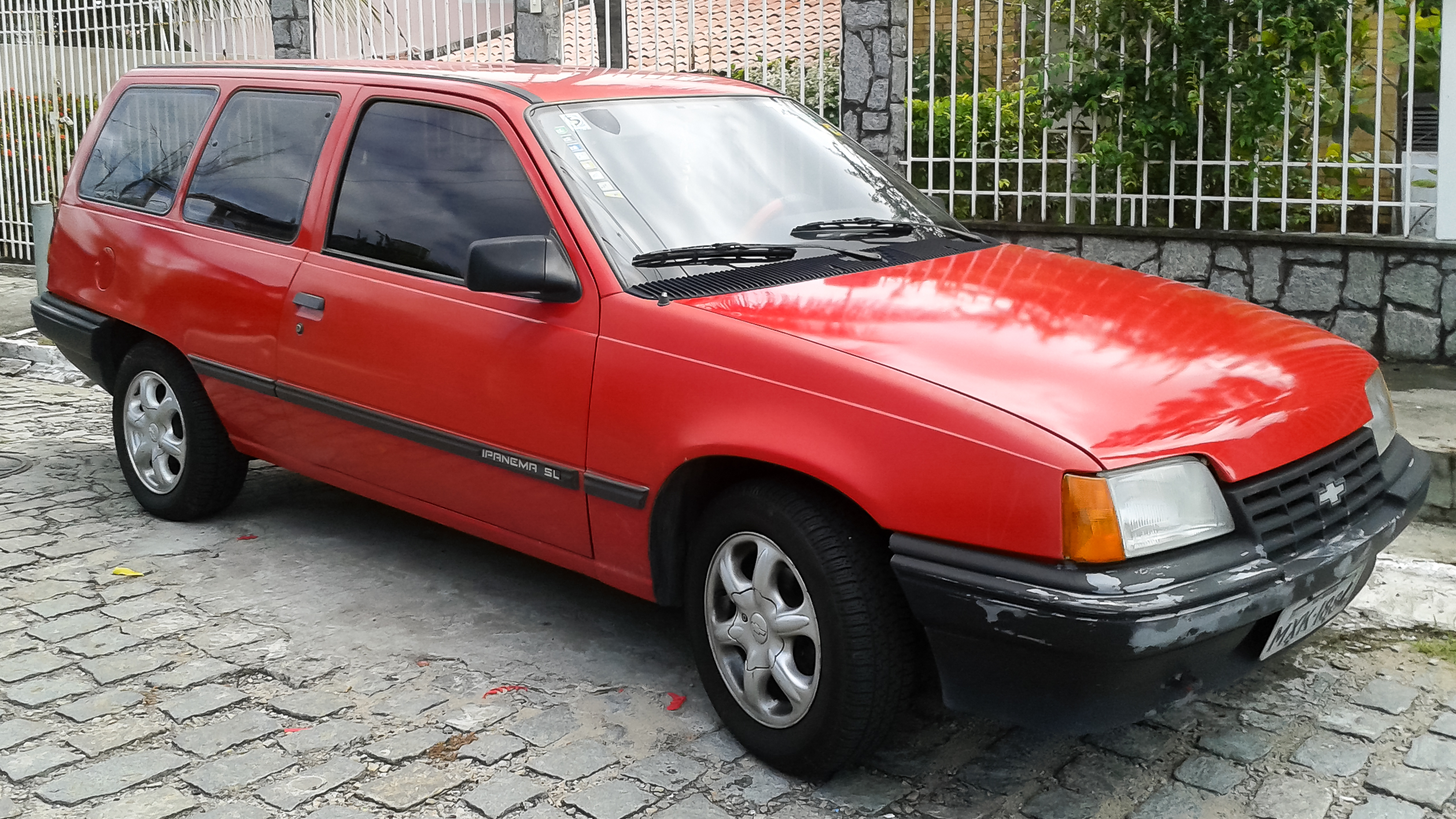
Chevrolet Ipanema SL

El Chevrolet Kadett fue un automóvil del Segmento C fabricado por la General Motors para el mercado del Mercosur. Fue fabricado en Brasil y comercializado en distintos países de Sudamérica, donde se transformó en uno de los coches más vendidos. Este modelo, no era más que una réplica del alemán Opel Kadett E, producido para ocupar la franja del segmento C en el abanico de productos de General Motors en la región, posicionándose por debajo del Monza y por encima del Corsa. Sus rivales de mercado fueron el tándem Escort-Verona de Ford y el tándem Pointer-Logus y el Apollo de Volkswagen, aunque también rivalizó con otros coches del segmento, como el Fiat Tempra y el Renault 19. Se presentó en el año 1989 en Brasil y en 1994 comenzó a ser sustituido paulatinamente por la primera generación del Chevrolet Astra basado en el Opel Astra F y finalmente en 1998 por la segunda generación del Chevrolet Astra (Opel Astra G). 
A lo largo de su producción, fue fabricado en carrocerías hatchback coupé de 3 puertas y cabrio de 2 puertas, pero a diferencia de su homólogo Kadett E alemán, nunca presentó una versión hatchback de 5 puertas, ni un sedán tricuerpo de 4 puertas. Completaba esta gama de productos la rural Ipanema, la cual estaba disponible en versiones de 2 o 4 puertas.

## Resumen histórico
La sexta y última generación del Kadett, de 1984 (también hubo un intermediario, el quinto, ya con motor transversal y tracción delantera), dio lugar al Chevrolet brasileño del mismo nombre cinco años después. En 1991 daría lugar al Opel Astra, nombre ya utilizado en el inglés Kadett, pasándolo a la segunda generación en 1997, muy conocido en Brasil.
El Kadett fue creado por Opel y en 1989 fue lanzado en Brasil bajo la marca Chevrolet.  El 16 de septiembre de 1998 Chevrolet terminó la producción del Kadett, con los modelos GL y GLS, con un total de 9 años de línea, siendo reemplazados por el Astra.
El Kadett fue un automóvil que innovó en varios aspectos de la producción de vehículos en Brasil, siendo el primer automóvil producido en serie en utilizar vidrio encolado (parabrisas y luneta), con suspensión neumática ajustable, con motor de alcohol. neumáticos inyectados (junto con el Monza en 1991) y neumáticos de la serie 65 (Kadett GS 1991).
Fue el primer automóvil de Chevrolet en utilizar computadora de a bordo y check-control, además de tener el mejor coeficiente aerodinámico de la época: Cx 0.30 en el Kadett GS y Cx 0.32 en los otros modelos.
En Europa también se vendieron los modelos Hatch de 5 puertas y sedán de 4 puertas bajo la marca Opel, nunca disponibles en Brasil.
Actualmente, el Kadett se encuentra entre los cinco autos usados más vendidos en Brasil. La necesidad de renovar el parque automotor, ante la evolución de la competencia, fue todo un desafío para General Motors. En Latinoamérica, tanto en Brasil como en México (los mercados donde GM tiene todo su potencial), se fabricaban los Chevette. La tracción delantera comenzaba a ser suceso en todos los mercados, y GM no quería quedarse en el tiempo. Ford sacó a la venta el Escort, Volkswagen era éxito con el Gol y Renault se caracterizó por ser pionero en este tipo de tracción. Por todo esto General Motors realizó una apuesta muy fuerte con la fabricación del Chevrolet Kadett.
Su nombre provenía de la costumbre que daba en su momento la Opel alemana de identificar sus coches con rangos militares (Kapitän, Admiral, Commodore o el mismo Kadett). Con este auto, General Motors intentaría destronar al Volkswagen Gol en Brasil, y al Ford Escort en Argentina. El coche (como su antecesor Chevette), no era más que la versión latinoamericana del Opel Kadett alemán. Su aparición marcó el final de la era de los coches de tracción trasera. 
Venía fabricado con motor 1.8 OHC de gasolina que más tarde se siguió produciendo para equipar a los Chevrolet Corsa que se ensamblan en Argentina. A este país llegó en el año 1994, a la par del regreso de la marca al Mercado Automotor Argentino. Llegaba importado de Brasil junto a los demás productos. 
En 1993 se presentó la versión deportiva del Kadett: El Kadett GSi. El mismo se fabricaba en Brasil y venía con equipamiento deportivo tanto estético como mecánico, ya que este venía montado con un motor 2.0 potenciado pero mientras en Europa esta versión se vendía con 150 CV y 16v en Brasil solo tenía 121 CV, además de traer una de las estéticas más atractivas del coche. Más tarde se presentó uno de los mejores modelos del Kadett: El Kadett Cabrio. Un coche con el que se intentaba acaparar más al público joven, que no se veía del todo convencido con la estética original del Kadett. Otra versión disponible al público fue la versión rural del Kadett, denominada Chevrolet Ipanema.
Así, el Kadett se fue ganando un lugar en el corazón de los Brasileños, quienes lo adoptaron como el “Auto Nacional”.[cita requerida] Sin embargo este éxito no lo pudo conseguir en los demás mercados del continente.

## La llegada a la Argentina
Argentina fue un mercado difícil para General Motors, más teniendo en cuenta el cierre de la compañía en el año 1978, y el claro dominio que ejercieron Renault y Ford en los años posteriores. A todo esto se le sumaba lo complicado de intentar convencer a un público acostumbrado a consumir siempre de lo mismo.
Así fue que luego del final del acuerdo entre Renault Argentina y General Motors de Brasil, esta última decidió su regreso al país del Plata. Con el regreso, GM se traía su oferta de automóviles para el público argentino. 
Entre ellos se encontraba el Kadett, el coche que llegaba a la Argentina para hacerle sombra a la dupla de Autolatina, Escort-Gol que venía ganando en confiabilidad. Ni bien llegó al país, en seguida fue utilizado como coche de carreras. En el año 1995, debutó en el TC 2000, siendo piloteado por René Zanatta y atendido por Hugo Bini. Fue el primer Chevrolet que participó en la categoría. A pesar de todo, dado que se trataba de un equipo que venía de pelear el campeonato de 1994, el coche no tuvo el rendimiento esperado. 
Fuera de esto, a pesar de no haber sido importado en gran cantidad, su aparición significó la piedra fundamental en la construcción de un liderazgo que se solidificó, con la fabricación del Chevrolet Corsa en Argentina. Sin lugar a dudas, el Kadett le allanó el camino a General Motors para liderar en el mercado del país meridional.

## El final y su herencia
Fue importado hasta el año 1998, cuando GM resolvió dejar la producción solamente para Brasil. En los demás países, fueron importados los Chevrolet Monza, los cuales no tenían la aceptación que tuvo el Kadett. 
Sin embargo, esta espera por un coche con las mismas características del Kadett no duró mucho, porque en el año 1999 se anunció la producción en Brasil, de un nuevo coche que ocuparía el lugar que dejara vacante: El Chevrolet Astra. Su importación se inició ese mismo año dando final a la producción tanto del Kadett como del Monza, para toda América Latina.
Fue así que el nuevo Astra heredó un mercado favorable y una buena aceptación por parte del público, que rápidamente lo colocó entre los más vendidos de la región.